# Mwanaamina Mkwayu
Mwanaamina Mkwayu (* 2005) ist eine tansanische Leichtathletin, die sich auf den Speerwurf spezialisiert hat, aber auch im Kugelstoßen an den Start geht.

## Sportliche Laufbahn
Erste internationale Erfahrungen sammelte Mwanaamina Mkwayu im Jahr 2023, als sie bei den U20-Afrikameisterschaften in Ndola mit einer Weite von 47,33 m die Goldmedaille im Speerwurf gewann und im Kugelstoßen mit 9,41 m den sechsten Platz belegte. Im Jahr darauf gelangte sie bei den Afrikaspielen in Accra mit 40,95 m auf den neunten Platz im Speerwurf.
2021 wurde Mkwayu tansanische Meisterin im Speerwurf.

## Persönliche Bestleistungen
- Kugelstoßen: 9,41 m, 2. Mai 2023 in Ndola
- Diskuswurf: 47,33 m, 30. April 2023 in Ndola